# Овчиненки
Овчи́ненки (бел. Аўчы́ненкі) — деревня в Шкловском районе Могилёвской области Белоруссии, входит в состав Старошкловского сельсовета

## География
Деревня расположена в 13 километрах к юго-западу от Шклова, в 49 от Могилёва, в 15 километрах от железнодорожной станции Шклов на линии Могилёв — Орша. Транспортная связь по трассе Шклов — Черноручье.

## История
Известна с XVII века как деревня в Борисковичском войтовстве Шкловского графства ВКЛ, шляхецкая собственность, имелась мельница. После 1-го раздела Речи Посполитой (1772) в составе Российской империи. В 1858 году — село в Могилёвском повете Могилёвской губернии. В 1892 году открыта земская школа. В 1897 году в Шкловской волости Могилёвской губернии, имелось 2 хлебозапасных магазина, постоялый дом.
С 26 апреля 1919 года в Шкловской волости Гомельской губернии РСФСР. В 1920-х годах на базе дореволюционной создана рабочая школа 1 ступени, в которой в 1925 году занимались 48 учеников. С 1924 года по 26 июня 1930 — в составе Чернянского сельсовета (центр — деревня Большое Чёрное) Шкловского района Могилёвского округа. В 1931 году организован колхоз «Объединённая работа». С 20 февраля 1938 года в составе Могилевской области.
В Великую Отечественную войну с июля 1941 года до начала июля 1944 деревня была оккупирована немецко-фашистскими захватчиками.
В 1991 году в составе колхоза им. Карла Маркса (центр — деревня Большое Чёрное). В 1997 году действовали клуб, магазин.
В 2007 году деревня в составе ЗАО «Шкловский агросервис»

## Население

### Численность
- 2009 год — 9 жителей

### Динамика
- 1771 год — 33 двора, 193 жителя
- 1880 год — 60 дворов, 352 жителя
- 1897 год — 69 дворов, 478 жителей
- нач. XX века — 77 дворов, 555 жителей
- 1991 год — 28 дворов, 54 жителя
- 1997 год — 18 дворов, 33 жителя
- 2007 год — 11 дворов, 11 жителей